# Villa Montalbano Balbi Valier Paoletti
Villa Montalbano Balbi Valier Paoletti è una villa veneta di Mareno di Piave (TV), situata lungo il fiume Monticano, nella campagna a nord del capoluogo comunale.

## Storia
Villa Montalbano Balbi Valier Paoletti risale al XVII secolo, epoca in cui la nobiltà veneziana iniziò a edificare i primi insediamenti nella campagna di Mareno, luogo di grandi tenute agricole e ottima base per le battute di caccia.
Nei secoli la villa passò ai diversi proprietari, che diedero i propri cognomi al luogo, attualmente di proprietà della famiglia Paoletti, che dà alla dimora l'ultimo nome. Il complesso si presenta in precario stato conservativo, con alcune parti pericolanti.

## Descrizione
La vasta superficie occupata da Villa Paoletti comprende un edificio padronale di buone dimensioni, una cappella privata e diversi annessi di carattere rurale, in un insieme di grande valore storico-culturale e architettonico.
L'edificio padronale si dispone su tre piani, evidenziati dalla forometria, che consta di monofore quadrangolari sulle facciate delle due ali, mentre di due ordini di trifore a tutto sesto (con balaustra al piano nobile) nella parte centrale, rialzata e terminata da timpano.
Il portale a tutto sesto, secondo la perfetta simmetria della facciata, è inserito al centro del piano terra.
A lato, inserita nella folta vegetazione secolare del parco – notevoli i filari di pini e alti pioppi e una grande magnolia  – si innalza una piccola torre campanaria merlata, a cui corrisponde la cappella gentilizia.
Sul lato est l'edificio padronale è continuato da una barchessa, mentre nel parco e lungo le sue mura sono presenti numerosi annessi e case rurali, inserite in un contesto paesaggistico che conserva l'assetto conferitogli dall'economia prevalentemente agricola dei secoli trascorsi.

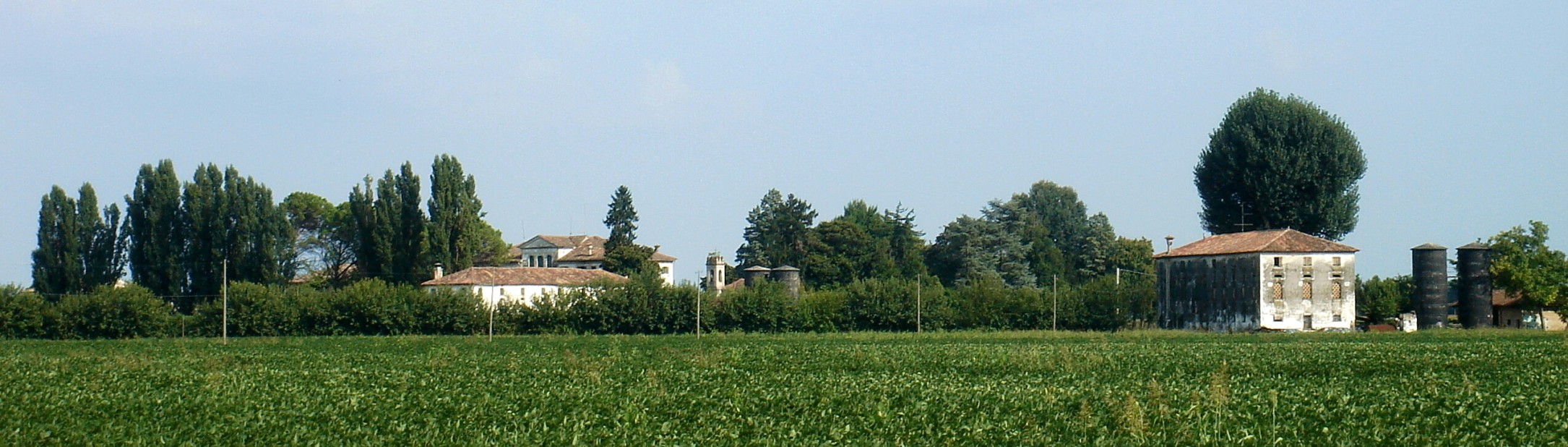
Il complesso di Villa Paoletti visto dalle sponde del Monticano